# Pavel Tobiáš
Pavel Tobiáš (* 10. ledna 1955, České Budějovice) je český fotbalový trenér. Naposledy působil jako trenér klubu 1. FK Příbram. Je pověstný praktikováním atypických standardních situací a signálů. Profesionálním trenérem je i jeho syn Kamil.
V české nejvyšší soutěži odkoučoval Pavel Tobiáš 406 utkání a je tak na druhém místě v pořadí odtrénovaných zápasů v 1. české fotbalové lize. Ve druhé lize absolvoval jako trenér 42 zápasů, z toho 32 výher, 7 remíz a 3 prohry. Z toho ve 303 utkáních vedl českobudějovické SK Dynamo. Jeho největšími trenérskými úspěchy byly postupy do 1. ligy s Dynamem České Budějovice v sezónách 1998/99 a 2001/02 a především postup do čtvrtfinále v PVP se Slavií Praha v sezóně 1997/98.

## Hráčská kariéra
Jako hráč nastupoval na postu obránce. S fotbalem začínal, když mu bylo osm let, v Sokolu Včelná. Odtud v dorostu přestoupil do Škody České Budějovice, za níž si ještě jako dorostenec zahrál divizní soutěž dospělých. Vojenská léta odehrál za Duklu Tábor a VTJ Slaný. Poté přestoupil do Dynama České Budějovice, s nímž na konci své hráčské kariéry postoupil do první ligy a odehrál 3 prvoligové zápasy.

## Trenérská kariéra
Po ukončení hráčské kariéry trénoval v Dynamu nejprve mládež a od roku 1990 působil jako asistent u A-týmu dospělých. Po odchodu Jindřicha Dejmala se stal v roce 1993 hlavním trenérem. V sezoně 1996/1997 dovedl klub na historicky nejlepší umístění v první lize – 6. místo. Od 9. října 1997 působil ve Slavii Praha, kde mu byla i přes úspěch v PVP 26. dubna 1998 předčasně ukončena smlouva. Poté se vrátil do SK České Budějovice, které mezitím sestoupilo do druhé ligy. Poté, co s klubem postoupil zpět do první ligy a v následující sezóně s ním obsadil 14. místo, odešel na jednu sezónu do FC Brno. Budějovický klub bez něj znovu sestoupil, a tak se stal jeho úkolem po jeho návratu opět postup do první ligy, což se mu podařilo. Na začátku sezóny 2004/05 byl od týmu odvolán a o několik týdnů později nastoupil jako hlavní trenér Marily Příbram, kterou trénoval až do září 2006. V sezóně 2008/2009 se znovu vrátil do českobudějovického Dynama, kde vystřídal Jana Kmocha, neboť týmu patřila po čtyřech kolech se ziskem jediného bodu poslední příčka. Pod jeho vedením tým zaznamenal sérii jedenácti zápasů bez porážky (téměř tak vyrovnal rekord ze sezóny 1993/94, kdy mužstvo neprohrálo dvanáctkrát za sebou) a po podzimní části přezimoval s 18 body na 12. místě. V jarní části Dynamo své postavení ještě vylepšilo a celkově skončilo na 10. místě. Týmu se vydařil i vstup do sezóny 2009/10 – po dvou kolech mu patřilo 2. místo, pak však přišlo pět porážek v řadě a po 8. kole pád na poslední příčku, na které setrvával i po 10. kole. Po debaklu se Spartou (0:5) v poháru ČMFS byl trenér odvolán a nahradil jej Jaroslav Šilhavý.
V polovině září 2014 se vrátil na prvoligovou scénu, když převzal fotbalisty 1. FK Příbram. Na lavičce středočeského týmu nahradil odvolaného Petra Čuhela. Tobiáš přebíral tým po sedmi kolech, kdy se dvěma body figuroval na posledním místě tabulky, a hned v prvním zápase pod jeho vedením slavila Příbram vítězství. V jarní části pak tým neprohrál 8 zápasů v řadě, skončil na 5. místě, těsně za pozicí, která znamená kvalifikaci o Evropskou ligu. Pro 1. FK Příbram to bylo druhé nejlepší umístění v historii (po sezóně 2000/01).

## Úspěchy
- čtvrtfinále PVP 1997/98 se Slavií Praha (vyřazení německým týmem VfB Stuttgart)
- dvakrát 6. místo s SK České Budějovice 1993/94 a 1996/97 (doposud historický úspěch klubu)
- účast v Intertoto Cupu s SK České Budějovice v roce 1994 (historický úspěch)
- dvakrát postup z 2. ligy do 1. ligy s SK České Budějovice (1998/99 a 2001/02)
- 5. místo s Příbramí v sezóně 2014/15